# Nacionalismo austríaco

Bandera de Austria

El nacionalismo austríaco (en alemán: Österreichischer Nationalismus) es el nacionalismo que afirma que los austriacos son una nación y promueve la unidad cultural de los austríacos. El nacionalismo austriaco se desarrolló originalmente como un nacionalismo cultural que enfatizaba una identidad religiosa católica. Esto, a su vez, condujo a su oposición a la unificación con la mayoría protestante de Prusia, algo que se percibía como una amenaza potencial para el núcleo católico de la identidad nacional austriaca.
El nacionalismo austriaco surgió por primera vez durante las guerras napoleónicas, con Joseph von Hormayr como líder político nacionalista austriaco prominente en ese momento. En la década de 1930, el gobierno del Frente Patriótico de Engelbert Dollfuss y Kurt Schuschnigg rechazó las actuales aspiraciones pangermanas de unir a Austria con una Alemania dominada por los protestantes, aunque no rechazó del todo una unión potencial y afirmó que cualquier unificación de Austria con Alemania requeriría un estado alemán federal donde se garantizaba a Austria y a los austríacos un estatus privilegiado que reconocía a una nación austríaca dentro de una Kulturnation alemana.  Después de los eventos de la Segunda Guerra Mundial y el nazismo, los austriacos comenzaron a rechazar la identidad alemana y una identidad austriaca más amplia la reemplazó. Después de la guerra, hubo quienes llegaron a describir a Austria como "la primera víctima de Hitler".
En el período posterior a la Segunda Guerra Mundial, quienes reconocen una nación austriaca han rechazado la identidad alemana de los austriacos y han enfatizado la herencia no alemana entre la población austriaca, incluidos los celtas, ilirios, romanos y eslavos. Los defensores de la nación austríaca afirman que los austriacos tienen herencia celta, ya que Austria es la ubicación de la primera cultura característicamente celta (cultura de Hallstatt) que existe. Los austriacos contemporáneos se enorgullecen de tener una herencia celta y Austria posee una de las mayores colecciones de artefactos celtas de Europa.
El nacionalismo austriaco ha sido desafiado internamente a lo largo de la historia. El nacionalismo rival principal ha sido el nacionalismo alemán. Otro nacionalismo rival surgió después de la derrota de Austria-Hungría en la Primera Guerra Mundial: el nacionalismo bávaro que desafió a la nueva Primera República de Austria con propuestas para que Austria se uniera a Baviera. En ese momento, el gobierno bávaro tenía un interés particular en incorporar las regiones del Tirol del Norte y la Alta Austria a Baviera. Este fue un problema grave después de la Primera Guerra Mundial con un número significativo de tiroleses del norte de Austria que declararon su intención de que el Tirol del Norte se uniera a Baviera.